# 佐井テレビ中継局
佐井テレビ中継局（さいテレビちゅうけいきょく）は、青森県下北郡佐井村にあるテレビ中継局である。

## 中継局概要

### デジタルテレビ放送
| リモコン 番号 | 放送局名         | チャンネル 番号 | 空中線 電力 | ERP  | 偏波面   | 放送対象地域 | 放送区域 内世帯数 | 運用開始日      |
| ------------- | ---------------- | --------------- | ----------- | ---- | -------- | ------------ | ----------------- | --------------- |
| 1             | RAB 青森放送     | 51              | 300mW       | 1.6W | 水平偏波 | 青森県       | 約700世帯         | 2009年 12月25日 |
| 2             | NHK 青森教育     | 40              | 300mW       | 1.6W | 水平偏波 | 全国         | 約700世帯         | 2009年 12月25日 |
| 3             | NHK 青森総合     | 36              | 300mW       | 1.6W | 水平偏波 | 青森県       | 約700世帯         | 2009年 12月25日 |
| 5             | ABA 青森朝日放送 | 22              | 300mW       | 1.6W | 水平偏波 | 青森県       | 約700世帯         | 2009年 12月25日 |
| 6             | ATV 青森テレビ   | 48              | 300mW       | 1.6W | 水平偏波 | 青森県       | 約700世帯         | 2009年 12月25日 |

- 所在地： 下北郡佐井村佐井字古佐井（原田南方高地[2]）
- 放送区域： 佐井村の一部[2]
- 2009年10月20日に予備免許が交付され[3][4]、11月下旬に試験電波を発射。12月24日に本免許が交付され[1]、12月25日に本放送を開始した[1][5]。なお、ABAはデジタル新局として開局した。

### アナログテレビ放送
| チャンネル 番号 | 放送局名       | 空中線 電力       | ERP               | 偏波面   | 放送対象地域 | 放送区域 内世帯数 | 運用開始日     |
| --------------- | -------------- | ----------------- | ----------------- | -------- | ------------ | ----------------- | -------------- |
| 24              | ATV 青森テレビ | 映像3W/ 音声750mW | 映像23W/ 音声5.7W | 水平偏波 | 青森県       | 770世帯           | 1973年 9月29日 |
| 42              | RAB 青森放送   | 映像3W/ 音声750mW | 映像20W/ 音声5.1W | 水平偏波 | 青森県       | 770世帯           | 1970年 11月7日 |
| 44              | NHK 青森総合   | 映像3W/ 音声750mW | 映像20W/ 音声5.1W | 水平偏波 | 青森県       | 770世帯           | 1970年 11月7日 |
| 46              | NHK 青森教育   | 映像3W/ 音声750mW | 映像20W/ 音声5.1W | 水平偏波 | 全国         | 770世帯           | 1970年 11月7日 |

- 所在地： デジタルテレビ放送に同じ
- 2011年7月24日をもってすべて廃止された。